# Thalamoporella sparsipunctata
Thalamoporella sparsipunctata är en mossdjursart som beskrevs av Levinsen 1909. Thalamoporella sparsipunctata ingår i släktet Thalamoporella och familjen Thalamoporellidae. Inga underarter finns listade i Catalogue of Life.